# Yardie
Yardie (ou Yaadi) é um termo frequentemente usado, particularmente dentro do expatriado caribenho e da diáspora jamaicana, para se referir a pessoas de origem jamaicana, embora seu significado exato mude dependendo do contexto. É derivado do patois jamaicano para casa ou "quintal/pátio". O termo pode ter se originado especificamente dos "pátios governamentais" superlotados de casas de concreto de dois andares encontradas em Kingston e habitadas por residentes jamaicanos mais pobres, embora "yard" também possa se referir a "lar" ou "terreno" em geral no patois jamaicano. 
Fora da Jamaica, "yardies" é frequentemente usado para se referir a gangues jamaicanas ou grupos do crime organizado e gangsters de origem, nacionalidade ou etnia jamaicana. Nesse sentido, o termo às vezes é usado de forma intercambiável com o termo "posse" ou "jamaican posse" para se referir a grupos criminosos de origem jamaicana, com o termo "posse" usado com mais frequência na América do Norte e "Yardies" sendo usado com mais frequência no Reino Unido. As gangues Yardie ou "posses" jamaicanas estão envolvidas em uma ampla gama de atividades criminosas, dependendo de sua localização, variando de corrupção política, violência política e assassinato na Jamaica ao tráfico de drogas e violência de gangues nos Estados Unidos, Canadá e Reino Unido.